# Iván Ríos
Manuel de Jesús Muñoz Ortiz, alias 'Iván Ríos' y también conocido con el nombre de 'José Juvenal Velandia' (San Francisco, Putumayo, 19 de diciembre de 1961-Sonsón, Antioquia, 3 de marzo de 2008), fue un guerrillero colombiano, jefe del Bloque Noroccidental de las Fuerzas Armadas Revolucionarias de Colombia - Ejército del Pueblo (FARC-EP) y el miembro más joven de esta guerrilla en el Estado Mayor Central.

## Biografía
En su juventud integró la Juventud Comunista Colombiana. Se dice que estudió economía en la Universidad Nacional de Colombia o en la Universidad de Antioquia, fue militante de la Unión Patriótica pero con el exterminio de esa agrupación política se unió a los comandos urbanos de la guerrilla de las FARC-EP, fue comandante del Frente 22, y de la compañía Raúl Eduardo Mahecha. También habría realizado estudios en Rusia y formación militar en Vietnam. Habría ordenado las tomas guerrilleras de Roncesvalles, Alpujarra, Ataco, Dolores y Rovira (Tolima). Fue miembro del comité temático y equipo negociador de las Fuerzas Armadas Revolucionarias de Colombia durante los diálogos de paz entre las FARC-EP y el gobierno de Andrés Pastrana, en los meses de enero de 1999 y febrero de 2002. Además tenía manejo de los temas que se llevaron a la mesa de negociación y que se discutieron y era el encargado de vigilar quién llegaba a la zona de distensión, en particular vigilaba y ejercía presión sobre los periodistas que cubrían los diálogos. Llegó a ser parte del Estado Mayor Central de las FARC-EP (de 32 integrantes).
Luego ingresaría al Secretariado de las FARC-EP en noviembre de 2003, cuando fue nombrado por el Estado Mayor Central en reemplazo de Efraín Guzmán alias El Viejo quien falleció por una enfermedad. Se dice que era pupilo de Alfonso Cano con quien habría creado la plataforma del Movimiento Bolivariano y del Partido Comunista Clandestino (PC3) en el año 2000.

### Acusaciones
En el 2006 se le incluye en la Lista Clinton, el Departamento de Estado de los Estados Unidos afirma que Ríos estableció las políticas relativas a la cocaína en las Farc, dirigiendo y controlando la producción, manufactura y distribución de cientos de toneladas de cocaína a Estados Unidos y otros países con el objeto de financiar a las FARC-EP. Además ofrecía una recompensa de hasta 5 millones de dólares por información que llevara a su arresto y/o condena.

### Muerte
Iván Ríos murió el 3 de marzo de 2008, al ser asesinado comandaba el Bloque José María Córdova, que operaba en el noroeste departamento de Antioquia. El hecho ocurrió entre las localidades de Sonsón (Antioquia) y Aguadas (Caldas). Ríos resultó muerto por su Jefe de Seguridad (alias "Rojas", o Pablo Montoya según el Ministerio de Defensa de Colombia). Alias Rojas era uno de los combatientes del Frente 47 comandado por Nelly Ávila Moreno, alias 'Karina' quien aceptó cederlo a las fuerzas de seguridad de Ríos ante el acoso que éste estaba recibiendo por parte del Ejército Nacional.
Rojas, en compañía de otros dos guerrilleros además de su escolta, le cortaron la mano derecha, presentando esta, su cédula y su laptop a las autoridades del Ejército Nacional a las que se rindieron, solicitando la desmovilización y cobro de la recompensa que se ofrecía por entregar al guerrillero. La compañera sentimental de Rojas, alias 'Andrea', también fue muerta. Inicialmente Rojas dijo que las razones del accionar de los guerrilleros habrían sido el hambre que padecían, la pérdida de varios hombres, la presión militar, la falta de víveres y la noticia del bombardeo al campamento de alias Raúl Reyes.
Según un informe de la Revista Cambio, alias Rojas habría decidido desde hace varios meses entregar a alias Karina a cambio de una recompensa de 2.000 millones de pesos ofrecida por miembros del Ejército Nacional, pero cuando fue trasladado por esta a la custodia de Ríos, decidió entregarlo a él y ante la dificultad de hacerlo pactó con sus contactos en el Ejército Nacional su muerte.
Su fallecimiento se produjo en medio de una grave crisis diplomática entre Colombia y Ecuador por la muerte, dos días antes, de Raúl Reyes también miembro del secretariado.
Las FARC-EP nombraron tras su muerte al Bloque Noroccidental como Bloque Iván Ríos. Fue enterrado cerca a Pereira.
En la actualidad, organizaciones como la Segunda Marquetalia, toman a Iván Ríos como una influencia importante en su renovada lucha armada.

### Polémica por recompensa
En Colombia se desató una controversia a raíz del incidente, en torno a la cuestión de pagarle o no una recompensa de hasta 5 mil millones de pesos a alias Rojas después de la muerte y entrega de Ríos. Dicha recompensa se ofreció a quien diera información que condujera a la captura del jefe guerrillero. 
Algunos sectores políticos y de opinión, entre ellos el procurador general de la Nación Edgardo Maya Villazón y miembros de la oposición como el exmagistrado y presidente del Polo Democrático Alternativo Carlos Gaviria Díaz, consideran que el pago equivaldría a que el Estado premiará el crimen y legaliza la pena de muerte en el país, contradiciendo el artículo 11 de la Constitución Política: "El derecho a la vida es inviolable. No habrá pena de muerte".
Otros sectores políticos y de opinión, entre ellos el vicepresidente de la República Francisco Santos Calderón y el ministro de defensa Juan Manuel Santos, consideran que no pagar la recompensa desestimularía a los futuros delatores de otros miembros de la guerrilla.
A mediados del mes de marzo, el ministro de Defensa anunció que pagaría la recompensa a Rojas y a otros tres guerrilleros por la información suministrada y no por la muerte de Ríos. En junio del mismo año el gobierno ratificó el pago 2400 millones de pesos de recompensa a Rojas y sus cómplices.
El 24 de junio de 2011, un juez penal del circuito de Aguadas, Caldas, dictó sentencia de 18 años y tres meses de prisión en contra del exguerrillero Pedro Pablo Montoya Cortés, alias Rojas, por el homicidio del miembro del secretariado de las FARC-EP alias Iván Ríos y de quien fuera su compañera sentimental. Fuentes de la Fiscalía informaron que la condena contra Rojas, hasta entonces recluido en la Penitenciaría de Valledupar (Cesar), se dio luego de que el procesado se allanara a los cargos formulados por fiscales de la Dirección Nacional contra el Terrorismo. Liberado en 2018, en 2019 alias 'Rojas' fue asesinado en Manzanares (Caldas).